# Rieden am Forggensee
Pour les articles homonymes, voir Rieden.
Rieden am Forggensee est une commune de Bavière (Allemagne), située dans l'arrondissement d'Ostallgäu, dans le district de Souabe. Elle est située au bord du Forggensee, un lac artificiel qui régule le cours du Lech.